# Richard Linnehan
Richard Michael Linnehan (Lowell, 19 de setembro de 1957) é um astronauta norte-americano e um dos mais veteranos e experimentados de todo o corpo de astronautas da NASA, com quatro missões realizadas no espaço.
Nascido no estado de Massachusetts, Linnehan se formou em veterinária em 1985 e começou a trabalhar na iniciativa privada e na Universidade Johns Hopkins. Em 1991 passou a fazer parte do corpo de veterinários do exército e dos marines. Em março de 1992 entrou para a NASA como médico e se candidatou ao posto de astronauta, cumprindo o treinamento padrão no Centro Espacial Lyndon Johnson, em Houston, e foi qualificado como especialista de missão para as missões do ônibus espacial.
Seu primeiro vôo ao espaço se deu em 1996, na nave Columbia, como integrante da STS-78 ao Spacelab, com uma duração de dezessete dias. Dois anos depois, voltou novamente à órbita como comandante de carga da STS-90, uma missão que instalou um laboratório neurológico na estação orbital norte-americana e que fez os sete tripulantes se submeterem a experiências sobre o efeito da microgravidade no sistema nervoso e no cérebro. As duas missões serviram como modelo para futuros estudos sobre ciências da vida na Estação Espacial Internacional.
Em março de 2002, mais uma vez a bordo da Columbia, ele participou da missão STS-108, a quarta missão de serviço ao telescópio espacial Hubble, que teve seus sistemas aprimorados e modernizados depois de cinco sessões de trabalho no espaço, das quais três com a participação de Linnehan, que acumulou 21 horas em atividades extraveiculares.
Em abril de 2008 ele fez seu quarto e último voo na missão STS-123, nave Endeavour, que acoplou o módulo científico japonês Kibo à estrutura da Estação Espacial Internacional, onde acumulou mais 21 horas de trabalho fora da nave durante a instalação do módulo, perfazendo um total de 42 horas em atividade extraveicular em sua carreira de astronauta.
Em janeiro de 2012 Richard Linnehan esteve em Portugal como convidado da Escola de Ciências da Universidade do Minho para uma palestra subordinada ao tema "Space Odysseys". Perante o auditório, o astronauta admitiu que, por mais que se treine ao longo dos anos, nunca se está totalmente pronto para o primeiro voo.